# Elisabeth Waldo
Elisabeth Ann Waldo est une violoniste, cheffe d'orchestre et ethnomusicologue américaine centenaire, née le 18 juin 1918 à Tacoma,,,.